# Васељенски патријарх
Васељенски патријарх, односно екуменски патријарх (грч. Οικουμενικός Πατριάρχης), је почасна титула коју носе поглавари Цариградске патријаршије, а током старије историје исту титулу су такође носили и поглавари неких других помесних цркава. Титула је нецрквеног порекла, без упоришта у Светом писму и одлукама васељенских сабора, а потиче од појма „васељена“ (старогр. οἰκουμένη / „екумена“) који означава насељени свет. Израз „васељенски патријарх“ је први пут почео да се јавља током 5. века, а у ширу употребу је ушао тек од 6. века. Пуна титула цариградског патријарха данас гласи: Његова Божанствена Свесветост Архиепископ Константинопоља – Новог Рима и Васељенски Патријарх (грч. Ἡ Αὐτοῦ Θειοτάτη Παναγιότης, ὁ ᾿Αρχιεπίσκοπος Κωνσταντινουπόλεως, Νέας Ρώμης καὶ Οἰκουμενικὸς Πατριάρχης).
Током историје, употреба речи „васељенски” у титули цариградског патријарха била је предмет бројних несугласица и спорова око почасти и првенства, што је дошло до посебног изражаја у савременом добу, услед покушаја да се традиционално поимање положаја цариградског патријарха као „првог међу једнакима” (лат. primus inter pares) замени новом формулом која гласи: „први, без себи равних” (лат. primus sine paribus).

## Положај у васељенском православљу
Положај Цариградске цркве у православном свету није био истоветан током историје. Све до почетка 4. века, црква у тадашњем граду Византу је била обична епископија, потчињена Хераклејској митрополији. Тек од времена Константина Великог (306-337), који је 330. године преименовао Визант у Константинопољ – Нови Рим, учинивши га другом царском престоницом, месна епископија је почела да добија на значају, првенствено као главно упориште аријанске јереси у доба Константинових наследника. Током највећег дела 4. века, Константинопољску катедру су заузимали поборници разних аријанских струја, који су почели да употребљавају титулу архиепископа, а превласт јеретика је трајала све до времена цара Теодосија Великог (379-395), који је силом државне власти успео да отргне ову катедру из руку кривовераца. Кључни догађај који је означио повратак Цариградске цркве у крило православља био је Други васељенски сабор, који је одржан 381. године, управо у Цариграду.
Почевши од 381. године, започиње нагли успон Цариградске цркве, која је 451. године, по одлуци Четвртог васељенског сабора, стекла помесну надлежност над свим епископијама у областима царских дијецеза Тракије, Азије и Понта. Недуго након тога, цариградски архиепископи почињу да употребљавају и наслов патријарха. Поред тога, јавља се и титула „васељенски патријарх“, која је почела да се повремено употребљава у 5. веку, да би почевши од 6. века постала саставни део званичног патријаршијског наслова. Иако поменута титула није била установљена, нити потврђена од стране васељенских сабора, цариградски патријарси су је усвојили упркос протестима који су повремено долазили од других помесних цракава. Пре Великог раскола (1054), када је Римска црква била део васељенског православља, поредак помесних цркава је био уређен према начелу пентархије, односно почасног првенства древних патријаршија у следећем редоследу: Рим, Цариград, Александрија, Антиохија, Јерусалим. Током 5. и 6. века, поједини (не само цариградски, већ и александријски) патријарси почели су да се називају „васељенским“, а титула „васељенски“ је приписивана и тадашњим поглаварима Римске цркве, што је све заједно доводило до разних несугласица и спорова око почасти и првенства.
Након Великог раскола и иступања Римске цркве из система пентархије, Цариградска патријаршија је, као друга по рангу иза Рима, преузела на себе првенство међу осталим помесим православним црквама и од тада се цариградски „васељенски“ патријарх сматра за „првог међу једнаким“ православним поглаварима и има првенство части у Православној цркви.
Садашњи васељенски патријарх је Вартоломеј I, који се на цариградском трону налази од 2. новембра 1991. године. Према званичном тумачењу Цариградске патријаршије, њен поглавар стоји у два миленијума дугом непрекинутом низу апостолског прејемства (сукцесије) као 269-ти директни наследник Светог Андреја Првозваног, првог Христовог апостола, који се сматра првим епископом Византиона, малог римског града на Босфору, из којег ће 330. године нићи Константинопољ, престоница Источног римског царства
Васељенски патријарх често наступа као својеврсни гласноговорник православља у сусретима са представницима других хришћанских цркава, других светских религија, међународних организација и држава. Такође традиционално игра улогу иницијатора и координатора заједничких активности међу помесним православним црквама. У том циљу он повремено сазива саветовања поглавара помесних цркава, на којима председава. На свеправославној конференцији на Родосу 1961. године признато му је право да сазива васељенске или свеправославне саборе (што је у прошлости чинио византијски цар). Према тумачењима која нису универзално прихваћена у православном свету, васељенском патријарху припада канонска прерогатива да прима апелације од епископа из других помесних цркава, као и право да хиротонише епископе у земљама „православне дијаспоре”.